# Scanniello Peak
Der Scanniello Peak ist ein 2200 m hoher Berg im Osten der antarktischen Ross-Insel. In den Kyle Hills ragt er am südwestlichen Ende des Tekapo Ridge als dessen höchste Erhebung auf.
Das Advisory Committee on Antarctic Names benannte ihn 2000 nach Jeffrey Scanniello, Ingenieur des US-amerikanischen Dienstleistungsunternehmens Antarctic Support Associates, der 1990 an Vermessungsarbeiten auf der Amundsen-Scott-Südpolstation beteiligt war und 1994 zur Überwinterungsmannschaft auf der McMurdo-Station gehört hatte.